# Moneda de dos centavos de Nueva Zelanda
La moneda de dos centavos de Nueva Zelanda era la segunda denominación más pequeña del dólar neozelandés desde la introducción de la moneda en 1967 hasta su desmonetización, junto con la moneda de un centavo, el 30 de abril de 1990. Su reverso presentó dos flores kowhai, consideradas emblemáticas de Nueva Zelanda. La imagen fue diseñada por Reginald George James Berry, quién diseñó los reversos para todas las monedas que se introdujeron ese año.

## Historia
Las monedas del dólar neozelandés fueron introducidas el 10 de julio de 1967 para reemplazar a la libra neozelandesa pre-decimal, que estaba vinculada a la libra británica. El dólar estaba vinculado en dos dólares por una libra, así 200 centavos representaban una libra. La nueva moneda de dos centavos reemplazó la vieja moneda de tres peniques. El anverso original tenía el retrato de Reina Isabel II de Arnold Machin, y fue utilizado hasta 1985.
En 1986 el retrato cambió a la versión de Raphael Maklouf, introducido en las monedas de la libra esterlina en 1985. En 1988, las monedas de bronce de uno y dos centavos se habían vuelto demasiado caras para seguir produciéndolas, y sumado a que la inflación bajó el valor del dólar, su acuñación cesó. Quedaron como monedas de curso legal hasta el 30 de abril de 1990.
Contando las emisiones proofs y las monedas en mint sets, un total de 441,152,065 (441 millones) monedas de esta denominación fueron acuñadas durante su existencia, rondando en un valor total de $8,823,041.30.